# Михайло-Архангельский храм (Топлое)
Михайло-Архангельский храм — православный храм на западной окраине села Топлого Малосердобинского района Пензенской области. Объект культурного наследия Пензенской области.

## История
Храм был построен и освящён в 1834 году во имя Сошествия Святого духа с приделом во имя Архангела Михаила.
20 ноября 1880 года при храме была открыта церковно-приходская школа, статус которой сохранялся до 1925 года, когда священнослужители перешли на позиции обновленчества.

## Описание
Кирпичный храм, типа восьмерик на четверике, имеет продольно-осевую композицию. К четверику храма с полукруглой апсидой примыкает более широкая трапезная с четвериковой колокольней. Массивный четверик несет восьмигранный световой барабан, перекрытый гранёным куполом. Оси северного и южного фасадов отмечены входами, полуарочной нишей в аттиковом ярусе и окном светового барабана. Все объёмы опоясаны единым карнизом. Трёхъярусная колокольная в ярусе звона имеет арочные вытянутые проёмы, она перекрыта четырёхгранным куполом. В интерьере сохранились фрагменты росписей и фрески. Строгая архитектура храма выполнена в канонах классицизма.